# 欢叹
欢叹（壮浯：Fwendamz，意为抒情歌曲）是一种壮族民歌，它的内容丰要感叹人生命运和遭遇，抒发某种思绪和情怀：这种歌往往是个人在孤独寂寞之时，独白咏叹，轻唱低诉，象自言自语，因而壮语也称欢谈，是壮族的咏叹调。欢叹有五言、七言和不定式，有排歌和勒脚两种格式。传统的欢叹结构都不很严谨，给歌者留有充分的即兴发挥余地，因此各地的流传颇有不同。代表作有《思恋歌》、《怀念歌》，《苦命歌》、《长工苦歌》、《孤儿歌》、《单身苦歌》等。